# هانز-یواخیم والده
هانز-یواخیم والده (آلمانی: Hans-Joachim Walde؛ ۲۸ ژوئن ۱۹۴۲ – ۱۸ آوریل ۲۰۱۳) ورزشکار ده‌گانه اهل آلمان بود.
وی در مسابقات کشوری و بین‌المللی در مجموع برندهٔ ۱ مدال طلا، ۱ مدال نقره، ۱ مدال برنز شده‌است.